# Kryptopterus bicirrhis
El siluro o gato de cristal (Kryptopterus bicirrhis)  es una especie de pez de la familia Siluridae.
Es un pez transparente, de unos 15 cm que vive en el sudeste asiático. Su método de defensa es el camuflaje, ya que su cuerpo es prácticamente transparente, lo que le hace pasar inadvertido a ojos de los depredadores. Como muchos otros bagres, éste tiene una aleta anal muy larga que se extiende desde atrás de su cabeza se junta con la base de la cola. Vive en llanuras inundadas de tierras bajas y grandes ríos de aguas turbias. 

## Mantenimiento en acuario
Es muy sociable y pacífico, le gusta vivir en bancos pequeños y en acuarios de a partir de 100l. La calidad del agua importa poco.
Comparte el acuario gustoso con otros peces sociables. Prefiere las corrientes, poder esconderse entre las plantas y estar cubierto por una gruesa capa de plantas flotantes.La temperatura será de 25 a 26 °C.
Se alimenta de pequeñas presas vivas y alimentos liofilizados.